# Сутолока
Су́толока (баш. Соҡалаҡ) — река в городе Уфе, правый приток реки Белой. Не включена в Государственный водный реестр.
Река сыграла ключевую роль в строительстве и развитии города. Через реку построен только один автодорожный Сутолоцкий мост. К реке спускаются всего 24 улицы: к правому берегу — 17, к левому — 7. В городе есть переулок Сутолока и Сутолочная улица. Частично, по Сутолоцкому оврагу построен проспект Салавата Юлаева.
На правом берегу реки находится Покровская церковь,
Ранее на реке существовал водопад высотой 1,5 м, срытый при строительстве развязки проспекта Салавата Юлаева. Ныне значительная часть реки канализирована и заключена в бетонный коллектор, а также засыпана и асфальтирована.
Река дала название литературному альманаху «Сутолока», выходившему в 1990-х годах (подтекст — «сутолока жизни»).

## Гидрология
Исток находится на Туровом Поле, западнее Уфимского приборостроительного производственного объединения, возле сквера Н. Ковалёва, и ныне канализирован в бетонный коллектор. Протекает с севера на юг, по освоенному её тектоническому разрыву, разделяя Уфимский полуостров на Бельско-Сутолоцкую и Сутолоцко-Уфимскую части (ландшафты) оврагом — Сутолоцкий. Устье находится в Старой Уфе, восточнее пристани Уфа II.
Река приурочена к одноименной синклинали. В верховьях образует пойменную часть в лесопарке Лесоводов Башкирии.
Длина реки — 8 км, площадь водосбора — 33 км² (0,2 %), долина в низовье имеет ширину до 2-2,5 км. Ширина древних эрозионных врезов, в пределах современной долины реки, достигает 800—950 м, глубина — 75 м. Средний многолетний расход — 0,16 м³/с.
Химический состав воды реки — гидрокарбонатно-сульфатный, сульфатно-гидрокарбонатный, натриево-кальциевый и натриевый, тип воды — II и IIIа, минерализация — 0,58-1,05 г/л.
Питание реки — родниковое, от более чем 15 источников, и также сточными водами, сбрасываемые промышленными и коммунальными предприятиями города.

## Название
Первоначальный вариант названия зафиксирован в Отводной книге по Уфе 1591/1592-1629 годов — Суколока. При этом, в книге также фиксируется названия холма — Сутолоцкая вершина.
В 1762 году П. И. Рычков писал про Уфу, упоминая современное название — Сутолока:
Построен он при реке Белой, по течению ея с правой стороны, на таком месте, кое со всех сторон окружено высокими горами, а при том все его жительство лежит между восьми великих и глубоких буераков, из которых в одном, кой идёт поперёк города, течёт речка, именуемая СутолокаП. И. Рычков
В 1786 году П. С. Паллас описал Уфу, также упоминая современное название — Сутолока:
Уфа есть место худо выстроенное… От шести до семи сот беспорядочно рассеянные жилища на правом берегу реки Белой окружают обширную ямину, коя, как кажется, отчасти кривизнами реки, а отчасти совместно с околичных холм в бегущими от снежной и дождевой воды струями мал по малу произведена. Сии же самые вешние воды вырыли в высоком и крутом береге реки Белой глубокие, больше или меньше распространившиеся овраги, которые за несколько лет пред сим немаловажным землепадением еще увеличились и повсечастно размножаются. Различные таковые в земле буераки, глубокие и пространные рытвины, из которых в одной летом небольшой течет ручей Сутолока именуемой, вливающейся в Белую, пресекают сей на отлогом косогоре выстроенный город…П. С. Паллас

1 — река Белая, 2 — река Уфа, 3 — река Дёма, 3А — Старое русло Дёмы, 4 — река Сутолока, 5 — река Шугуровка.

На Плане Уфы И. П. Тоскани 1785 года, Плане города Уфы Оренбургской губернии 1800-х годов и Плане генерального межевания Уфимского уезда Оренбургской губернии 1820 года отмечена под современным названием.
По одной версии, имеет финно-угорское происхождение: су — вода, колока или колка — толочь, месить, буквальное «толочь воду» имеет аналоги в тюркских языках.
По другой версии, название связано с произрастающей по берегам реки ивой (вербой): су — вода, талык — верба.
По версии М. Сомова, название речка получила «от быстрого своего течения в весеннее время», и происходит из двух ногайско-татарских слов: су — вода, тилак — бешеный.
По версии Р. З. Шакурова, имеет происхождение от башкирского соҡалаҡ — овражек, с русским окончанием -а.

## История
В 1574 году на холме, в устьях рек Сутолоки (с восточной стороны) и Ногайки (с западной) реки Белой заложен острог, впоследствии, крепость — Уфимский Кремль. С этого момента, река стала выполнять защитную функцию от осад и набегов с востока. Южная башня (с воротами) кремля называлась Никольская, или Сутолоцкая.
Вскоре, после строительства крепости, построен первый городской мост для переезда через реку на Усольскую и Сергиевскую горы, к Посадской, Сергиевской, и Успенской слободам, после чего появилась первая улица в городе — Посадская'. Возле истока одного из притоков реки находилась деревня Глумилино.
В 1916 году Н. Н. Яковлев, впервые изучая геологическое строение Уфы, описал овраги правого берега:
Ряд воронок, протягивающихся более чем на версту со стороны правого берега Сутолоки…Н. Н. Яковлев
В левобережье реки найдены курганы V—VI веков эпохи раннего средневековья, объединённые в единый погребальный комплекс — могильник «Старая Уфа-1». Также, сделаны другие археологические находки предметов.
До 1960-х годов на реке, западнее деревни Новиковки, находилось Пивзаводческое озеро — пруд пивоваренного завода.
В 2002 году, возле западной границы лесопарка Лесоводов Башкирии и западной части туннеля «Восточный выезд», реку канализировали в бетонный коллектор. В 2005—2007 годах, при строительстве проспекта Салавата Юлаева, несколько участков южной части реки канализированы и заключены в бетонный коллектор.
В 2019 году по конкурсу разработаны проекты благоустройства территории возле устья реки.

## Экология
Так как река отсутствует в Государственном водном реестре, водоохранная зона реки также отсутствует.
Ранее река служила источников питьевой воды, в ней водились рыбы хариус, являющаяся показателем и индикатор чистоты воды, и форель. Река и Сутолоцкий овраг подвергаются сильному техногенному влиянию. В урбанизированном водосборе площадью 33 км² преобладает городская застройка — 82,7 %. Ранее в левобережье реки велась добыча глин открытым способом для трёх кирпичных заводов.
Река сильно загрязнена различными органическими веществами: нитратами — до 78,5 мг/л; аммонием — 7,4 мг/л; органическим углеродом (полимерами) — 22,6 мг/л; нефтепродуктами — 2,12 мг/л; и также металлами — медью, цинком, хромом, никелем, ртутью.
Основным источником промышленных отходов является Уфимское приборостроительное производственное объединение, которое сливает техническую воду в коллектор реки под территорией завода.
В 1992 году в устье реки изучен фитопланктон Cyanophyta, используемый в качестве показателя состояния реки. В 2002—2004 годах отобраны пробы фитопланктона в реке, где фонообразующим видом был также представитель Cyanophyta (Cyanoprokaryota) (Synechocystis aquatilis Sauv.), и зафиксировано увеличения видового разнообразия Cyanophyta, что связано с повышением антропогенной нагрузки.
В 2019—2020 годах создан план застройки ООО «Инвестиционно-строительная компания „Стройфедерация“» водоохранной зоны реки и прилегающей территории.